# 罗布
罗布（1919年12月—2015年7月24日），四川合川人，中华人民共和国政治人物。

## 生平
1938年l0月加入中国共产党，1939年7月毕业于延安抗日军政大学第五期。抗日战争时期，历任冀鲁豫区党委宣传干事，《冀鲁豫日报》发行部指导员、记者，濮县区委书记、县武委会主任，寿张县委常委、宣传部长，晋鲁豫党校支部书记。
之后随军南下，历任江西景德镇干训班指导员，贵州省委宣传部干部学校秘书，西南局政策研究室研究员。后担任西南农林局农政科长，重庆煤设院副院长、党委副书记，重庆市设计院院长、党委书记等，任内主持新建了中梁山、松藻煤矿，改建了天府煤矿，参与修建重庆长江大桥。
2015年7月24日逝世，享年97岁。